# Kloster Bellelay

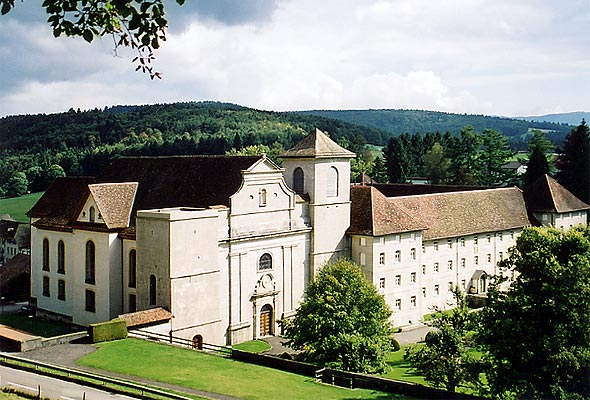
Ehemalige Prämonstratenserabtei von Bellelay

Luftaufnahme 1953

Das Kloster Bellelay ist eine ehemalige Prämonstratenserabtei in der Ortschaft Bellelay im Berner Jura. Es diente bis Ende 2021 als psychiatrische Klinik. Bis 1798 bildete das Kloster eine autonome Herrschaft innerhalb des Fürstbistums Basel und stand als Schirmherrschaft unter dem Schutz der eidgenössischen Kantone Bern, Solothurn sowie der Stadt Biel.

## Gründungslegende
Gemäss einer Legende wurde das Kloster 1136 von Siginand, einem Propst der Abtei Moutier-Grandval gestiftet. Dieser folgte auf der Jagd einem Eber durch die Wälder des Juras. Als er ihn schliesslich erlegt hatte, fand er aus der damaligen Wildnis des Hochjuras nicht mehr heraus. Er soll das Gelübde gesprochen haben, ein Kloster zu stiften, wenn er heil nach Moutier zurückkäme. Nach vier Tagen hatte er dorthin zurückgefunden und darauf das Kloster gegründet, dem er den Namen Bellelay gab (belle laie heisst übersetzt schöne Sau).

## Geschichte

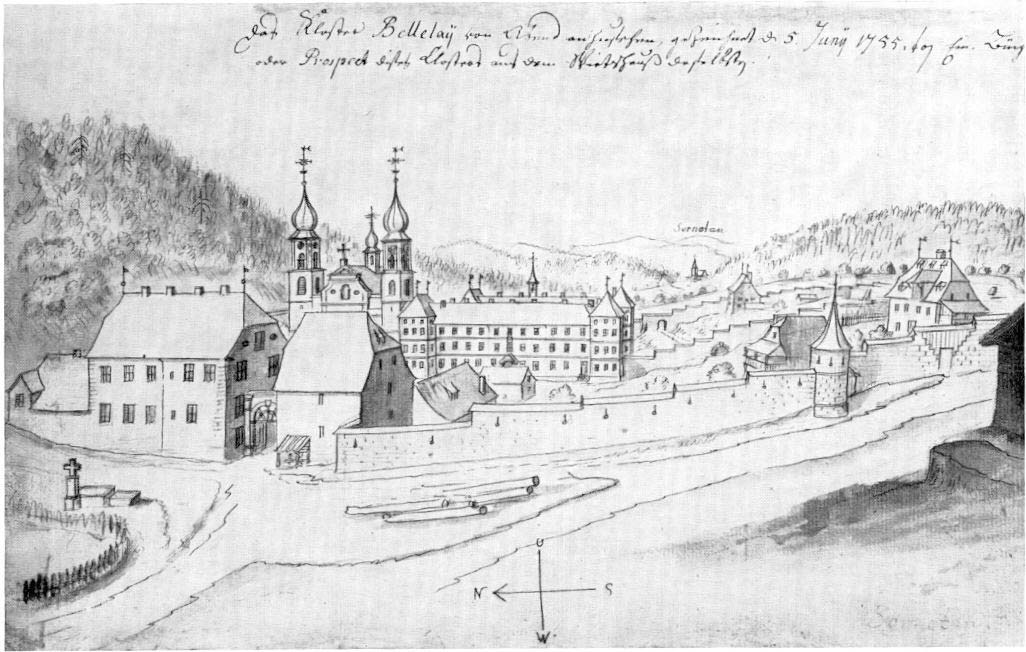
Historische Ansicht des Klosters Bellelay vom Juni 1755

Das Wappen der Abtei Bellelay zeigte den schwarzen Buchstaben B auf silbernem Grund.

Das Kloster Bellelay wurde wahrscheinlich auf Veranlassung des Bischofs Adalbero III. von Basel an der Südwestgrenze des Bistums gegründet und aus dem Grundbesitz der Abtei Moutier-Grandval herausgelöst. Das Prämonstratenserkloster wird 1142 erstmals schriftlich erwähnt. Es existieren zahlreiche Schreibweisen aus der frühen Zeit des Klosters: Balelaia, Belelagia, Belelai, Belilaia, Bellale, Bella Lagia, Bellelagia und Bellilagia. Der Name leitet sich vom vulgärlateinischen bella lagia («schöner Wald») ab.
Das Kloster hatte weit verstreuten Grundbesitz und war Mutterkloster des Priorats Grandgourt, des Klosters von Gottstatt und der Abtei Himmelspforte bei Grenzach-Wyhlen in Baden-Württemberg.
Bellelay stand unter der Oberhoheit des Fürstbistums Basel, schloss aber Burgrechtsverträge ab mit Bern und Solothurn (spätestens 1414) sowie mit Biel (1516). Die Verträge mit Solothurn wurden bis zur französischen Revolution regelmässig erneuert, weshalb das Kloster zum eidgenössischen Teil des Fürstbistums Basel gerechnet wurde.
Der Abt übte über den Ort Bellelay und das umliegende Gebiet, die sog. Courtine de Bellelay, die niedere Gerichtsbarkeit aus, und zwar in weltlichen wie in kirchlichen Belangen. Am Konzil von Konstanz erhielt der Abt 1414 das Recht, den Ring, die Mitra und das Kreuz zu tragen, Symbole kirchlicher und weltlicher Herrschaft. Während des Schwabenkrieges im Jahr 1499 wurden die Klostergebäude gebrandschatzt. Von den Auswirkungen des Dreissigjährigen Krieges blieb das Kloster wegen seines Vertrages mit Solothurn verschont. Es erlebte vor allem im 18. Jahrhundert eine Blütezeit als weitherum angesehenes Bildungszentrum für Söhne des europäischen Adels (1772 wurde ein Pensionat gegründet).
Im Jahr 1797 wurden die Gebäude von französischen Truppen besetzt und das Kloster säkularisiert. Dabei wurde das wertvolle Mobiliar verkauft, ein bedeutender Altar befindet sich beispielsweise in der Pfarrkirche Notre-Dame de l'Assomption in Saignelégier. Das Gebiet des Klosters kam zusammen mit dem Fürstbistum Basel 1797 an Frankreich und wurde in das Département du Mont-Terrible integriert. 1801 wurden die Zwiebeltürme abgedeckt und das dadurch gewonnene Metall verkauft, die Doppeltürme zerfielen in der Folge teilweise. 1815 fiel Bellelay durch Beschluss des Wiener Kongresses an den Kanton Bern.
Im 19. Jahrhundert wurden die Klostergebäude zuerst als Uhrenfabrik, danach als Brauerei und schliesslich als Glashütte genutzt. Die Kirche diente zeitweise als Stall bzw. Scheune. Insgesamt befanden sich die Gebäude in unterschiedlichen Stadien des Zerfalls. 1891 erwarb der Kanton Bern für 150'000 Franken das Areal aus der Konkursmasse der Glashütte. Seither dienen die Gebäude einer psychiatrischen Klinik. 1956 wurde die Klosterkirche für 600'000 Franken restauriert und wiederhergestellt. Die jetzt sich in der Kirche befindlichen Altäre sind zwar aus der gleichen Stilepoche wie die Originale, stellen aber Erwerbungen aus anderen Kirchen dar. 2009 wurde die durch Orgelbau Kuhn rekonstruierte Orgel des Joseph Bossard von 1721 eingeweiht. Eine Stiftung ist Veranstalterin jährlich stattfindender Ausstellungen, bei denen zeitgenössische Kunst mit der barocken Architektur in Dialog treten soll.

## Gebäude
Der heutige Bau der Klosterkirche Mariä Himmelfahrt wurde 1708–1714 von Franz Beer nach dem Vorarlberger Münsterschema errichtet. Die Kirche besitzt zwei gedrungene Fronttürme, die ursprünglich mit Zwiebelhauben ausgestattet waren. Im Innern sind wertvolle Stuckarbeiten der Wessobrunner Schule (1713) zu bewundern. Die Klostergebäude im Stil des Barock entstanden ebenfalls zu Beginn des 18. Jahrhunderts.

### Orgeln

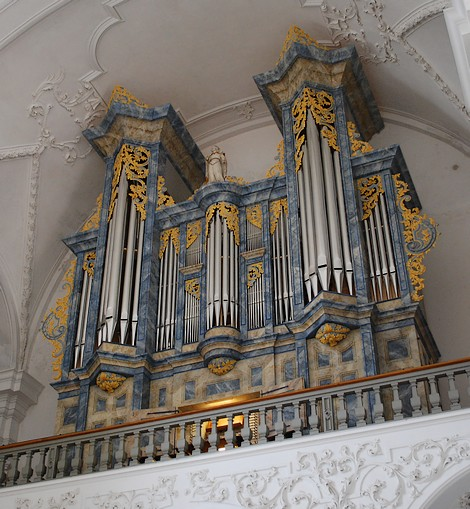
Blick auf die Hauptorgel

In der Kirche stehen zwei Orgeln aus der Werkstatt der Firma Kuhn (Männedorf, Schweiz). Die Hauptorgel wurde 2009 in Anlehnung an den Baustil des Orgelbauers Joseph Bossard erbaut. Das Schleifladen-Instrument hat 26 Register auf drei Manualwerken und Pedal. Hauptwerk, Positiv und Pedal haben jeweils eine kurze Oktave; die Manualwerke haben Subsemitonien (dis/es). Das Echowerk hat einen verringerten Tonumfang und ist nur mit einem Register ausgestattet. Die Spiel- und Registertrakturen sind mechanisch.
| I Positif C–c3 |                |    |
| 1.             | Bourdon        | 8′ |
| 2.             | Principal      | 4′ |
| 3.             | Flutte doux    | 4′ |
| 4.             | Flageolet      | 2′ |
| 5.             | Fourniture III | 1′ |
| 6.             | Cymbale II     | 1′ |
| 7.             | Voix humaine   | 8′ |
|                | Tremblant      |    |

| II Grand Orgue C–c3 |                    |    |
| 8.                  | Principal          | 8′ |
| 9.                  | Bourdon            | 8′ |
| 10.                 | Viole              | 8′ |
| 11.                 | Prestant           | 4′ |
| 12.                 | Flutte sylvestre   | 4′ |
| 13.                 | Flutte traversiere | 4′ |
| 14.                 | Viole d'Amour      | 4′ |
| 15.                 | Quinte             | 3′ |

| (Fortsetzung) |                   |    |
| 16.           | Doublette         | 2′ |
| 17.           | Fourniture IV     | 2′ |
| 18.           | Gros Cymbale III  | 1′ |
| 19.           | Cornett V (ab c1) | 8′ |
| 20.           | Trompette         | 8′ |
| 21.           | Clairon           | 4′ |

| III Echo c1–c3 |               |    |
| 22.            | Echokornett V | 8′ |

| Pedal C–c1 |              |     |
| 23.        | Soubasse     | 16′ |
| 24.        | Contra basse | 16′ |
| 25.        | Principal    | 8′  |
| 26.        | Fagot        | 8′  |

- Koppeln: I/II (Schiebekoppel), II/P (Windkoppel)
- Effektregister: "Saint Francois"

Die Chororgel ist ein historisierender Neubau aus dem Jahr 2014. Das Instrument wurde massgeblich anhand des Werkstattbuches der Orgelbauerfamilie Bossard konzipiert. Das Schleifladen-Instrument hat 15 Register auf einem Manualwerk (kurze tiefe Oktave) und Pedal. Die Spiel- und Registertrakturen sind mechanisch.
| Manualwerk C–c3 |            |    |
| 1.              | Principal  | 8′ |
| 2.              | Bourdon    | 8′ |
| 3.              | Salicional | 8′ |
| 4.              | Suavial    | 8′ |

| (Fortsetzung) |                |    |
| 5.            | Octave         | 4′ |
| 6.            | Flutte         | 4′ |
| 7.            | Flutte bouchée | 4′ |
| 8.            | Quinte         | 3′ |

| (Fortsetzung) |             |        |
| 9.            | Superoctave | 2′     |
| 10.           | Flageolet   | 2′     |
| 11.           | Tierce      | 1 3⁄5′ |
| 12.           | Quinte      | 1 ⁄2′  |

| (Fortsetzung) |                |       |
| 13.           | Fourniture III | 2′    |
| 14.           | Mixturne III   | 1 ⁄3′ |
|               | Tremblant      |       |

| Pedal C–a0 |          |     |
| 15.        | Soubasse | 16′ |

- Koppel: I/P

## Käse Tête de Moine
Angeblich haben die «Mönche» (eigentlich Chorherren) aus Bellelay den Käse «Tête de Moine» (Mönchskopf) erfunden. Die Käseherstellung in der Abtei wird 1192 zum ersten Mal erwähnt. Als Zahlungsmittel der Abtei verbreitete er sich in der Region. Die heute verwendete Bezeichnung stammt jedoch erst aus dem 19. Jahrhundert.

## Liste der Äbte von Bellelay
Aus der Zeit der Gründung bis zur Aufhebung des Klosters sind die Namen von 42 Äbten überliefert.
| Name                                      | Amtszeit  |
| ----------------------------------------- | --------- |
| Geroldus                                  | 1142–1180 |
| Ludovicus                                 | 1187–1202 |
| Adam                                      | 1195      |
| Richardus                                 | 1202–1237 |
| Henricus I. de Soulce                     | 1237–1256 |
| Jacobus I.                                | 1256–1258 |
| Conradus                                  | 1258–1270 |
| unbekannt, möglicherweise verstorben 1276 |           |
| Petrus I. de Varres                       | 1289–1296 |
| Burchardus de Boécourt                    | 1298–1316 |
| Lambertus                                 | 1316–1326 |
| Petrus II. de Sancey                      | 1326–1336 |
| Henricus II. de Bassecourt                | 1337–1350 |
| Petrus III. de Vannes                     | 1350–1354 |

| Name                              | Amtszeit  |
| --------------------------------- | --------- |
| Jacobus II. de Séprais            | 1365–1374 |
| Johannes III. de Pontenet         | 1374–1398 |
| Johannes IV. Donzelat             | 1398–1401 |
| Henricus III. Nerr                | 1401–1418 |
| Heinzmann (Henricus IV.) Girardin | 1418–1426 |
| Johannes V. de Chatelat           | 1426–1434 |
| Petrus IV. Martini                | 1434–1438 |
| Heinzmann (Henricus V.)           | 1438–1448 |
| Johannes VI. Rier                 | 1448–1456 |
| Johannes VII. Gruel oder Grier    | 1456–1483 |
| Johannes VIII. Barth              | 1483–1490 |
| Johannes IX. Brullard             | 1490–1508 |
| Nicolaus I. Schnell               | 1508–1530 |
| Johannes X. Gogniat               | 1530–1553 |

| Name                              | Amtszeit  |
| --------------------------------- | --------- |
| Servatius Fridez                  | 1553–1561 |
| Antonius Fottel                   | 1561–1574 |
| Johannes XI. Simon                | 1574–1579 |
| Werner Spießbrecher (Brieselance) | 1579–1612 |
| David Juillerat                   | 1612–1637 |
| Johannes XII. Petrus Cuénat       | 1637–1666 |
| Johannes XIII. Georgius Schwaller | 1666–1691 |
| Norbertus Périat                  | 1691–1692 |
| Fridericus de Staal               | 1692–1706 |
| Johannes XIV. Georgius Voirol     | 1706–1719 |
| Johannes XV. Sémon                | 1719–1743 |
| Gregorius Joliat                  | 1743–1771 |
| Nicolaus II. Deluce               | 1771–1784 |
| Ambrosius Monnin                  | 1784–1807 |